# Grosse Pointe Farms
Grosse Pointe Farms è una città della Contea di Wayne, nello Stato del Michigan. La popolazione nel 2010 era di 9 479 abitanti. Fa parte della periferia della città di Detroit. Confina con Grosse Pointe a ovest, Detroit a nord, Grosse Pointe Woods e Grosse Pointe Shores a nord est, con il Lago St. Clair a sud ed est.